# حياتنا زهرة
حياتنا زهرة هي مسرحية سعودية استعراضية مشهورة، إخراج فهد الأسمر تأليف والحان : وائل الحربي وسينوغرافيا : زكريا مومني عرضت عام 2016 من بطولة:
- وائل الحربي (كنان الرحال) .
- فهد الطوري (صخر الشرير) .
- اسامةالحربي (ارنب الحديقة)
- هاني الأسمر (ابن صخر الشرير )
- ليان الحطامي (ملكة النحل )
- لين بندر (الزهرة الأولى )
- نوران صالح (الزهرة الثانية)
- رحمة المدني (الزهرة الثالثة )
- مريم سراج (الزهرة الرابعة)
- وتين بندر (عصفورة الحديقة )

## أحداث القصة
وتدور قصة العمل عن شخصية «كنان» الرحّال الذي تساعده زهرات أربع يمثلن الخير ويحاول مساعدتهن ردًا لجميلهن عليه بعد أن قدمن له الماء أثر عودته من رحلة طويلة، حيث قطع الشرير «صخر» الماء عن المزرعة التي تؤويهن، وتأتي الفرصة لكنان بعد أن تعرض ابن صخر للتسمم جراء أكله تفاحة مسمومة، وهنا تنقلب الموازين حيث يتصدى كنان لعلاج ابن الشرير «صخر»، حيث تعلم الطب من والده، رغم كل ما فعله بالزهرات من شر، إلا أنه يبرهن أن الخير هو من ينتصر في النهاية وأن التعاون كفيل بتجاوز أي مشكلة حتى لو كانت ممن يحملون الشر بداخلهم، كل ذلك أحدث هزة عنيفة داخل «صخر» الذي لم يتوقع هذا التصرف من كنان والزهرات الأربع مما يجعله يتراجع عن موقفه من قطع الماء عن الزهرات بعد أن عرف قيمتهن الحقيقية، بل ويعدل عن التصرف كشرير في أمر يؤكد أن البقاء في النهاية للقيم الصحيحة، وأن التعاون والخير هما تجسيد لتلك القيم.

## الجوائز
- (جائزة أفضل نص على مستوى المملكة بمهرجان الطفل بمدينة الخبر للمؤلف وائل الحربي 2016)
- (جائزة أفضل فريق استعراضي على مستوى المملكة بمهرجان الطفل بمدينة الخبر 2016 )
- (جائزة أفضل ممثل ثاني للفنان هاني الأسمر بمهرجان مسرح الطفل )
- (جائزة أفضل رؤيا موسيقية للفنان وائل الحربي بمهرجان الطفل 2016)
- (جائزة أفضل عرض متكامل مناصفة مع مسرحية معزوفة الشتاء بمهرجان مسرح الطفل 2016)